# 도니 다코 2
도니 다코 2(S. Darko)는 미국에서 제작된 크리스 피셔 감독의 2009년 SF, 미스터리, 범죄, 스릴러 영화이다. 데이비 체이스 등이 주연으로 출연하였고 애쉬 R. 샤 등이 제작에 참여하였다.

## 출연

### 주연
- 데이비 체이스
- 브리아나 에비건
- 제임스 래퍼티
- 에드 웨스트윅

### 조연
- 존 호키스
- 브렛 로버츠
- 잭슨 라스본
- 엘리자베스 버클리
- 바바라 타벅
- 매튜 데이비스
- 나단 스티븐스
- 라이언 템플맨
- 줄레이 헤나오
- JJ 뉴아드
- 브리저 엘-바키
- 밥 라노우
- 마리나 말로타

## 제작진
- 원조: 리차드 켈리
- Line PD: 마이클 C. 커디
- 공동제작: 짐 버스필드
- 공동제작: 켄트 베이다
- 미술: 알프레드 솔
- 의상: 에이미 진 로버츠
- 배역: 시그 드 미구엘
- 배역: 스티븐 빈센트